# پارک جهانی لا امیستاد
پارک جهانی لا امیستاد (به اسپانیایی: Parque internacional La Amistad) یک پارک در پاناما است که در Panama-Costa Rica واقع شده‌است.

## میراث جهانی
این پارک در فهرست میراث جهانی یونسکو ثبت شده است.